# Croft (agricultura)

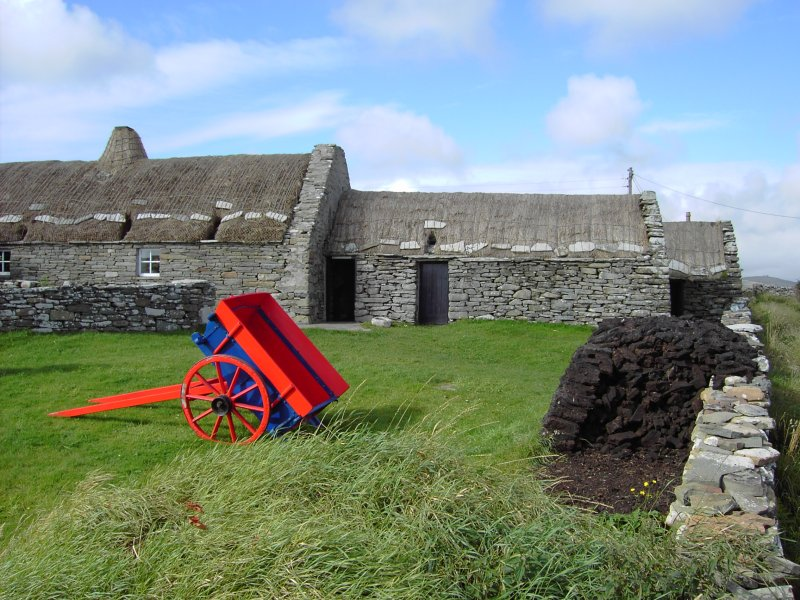
'The Shetland Crofthouse Museum', con una reserva de turba en primer plano y a la derecha.

Un croft es, en Escocia, una parcela de tierra arable delimitada por un seto o cerca, generalmente de pequeña altura.
La vivienda del campesino o encargado del Croft generalmente se encuentra en las inmediaciones del mismo, casi siempre lindero o muy próximo a un borde, linde o límite de la correspondiente parcela de tierra.

## Etimología
Este término croft viene del Germánico Occidental, aunque hoy día su utilización está restringida casi exclusivamente a Escocia. Efectivamente, en lo principal es en las Tierras Altas o Highlands y en las Islas Hébridas, que esta palabra es de uso corriente. En otros lados, este término es considerado un arcaísmo, o directamente no se comprende.
El Crofting también existió en Escandinavia durante la Edad Media, y donde este sistema, globalmente idéntico al de Escocia, era llamado torpare (en Suecia) y husmenn (en Noruega).

## Legislación e historia

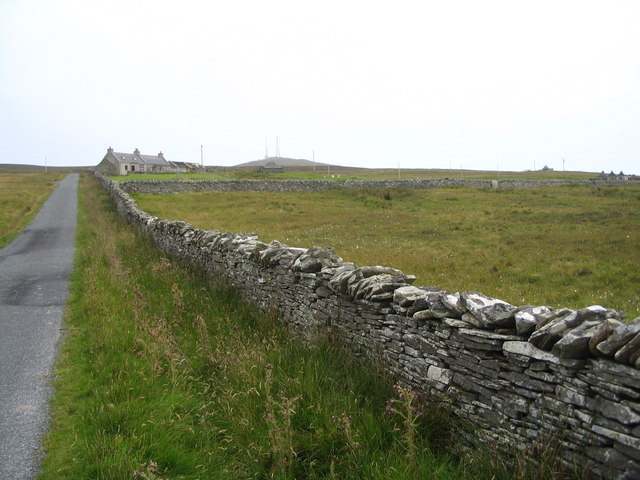
Un croft sobre la isla de Bressay, en el archipiélago de Shetland (Escocia).

El Croft escocés es un tipo de propiedad en zona rural sujeta a la legislación del Reino Unido desde 1886. Esto fue instaurado en respuesta a las quejas de los aparceros escoceses por el desplazamiento forzado de población de las Tierras Altas escocesas ocurrido en el siglo XVIII.
Antes del siglo XVIII, el sistema era bien diferente. En ese entonces, los campesinos, en un régimen semifeudal, trabajaban la tierra para un "tacksman", a menudo un pariente del jefe del clan. El "tacksman" tenía entonces la obligación de pagar un alquiler o arrendamiento al propietario de la tierra, y la situación para el campesino (crofter) era entonces bastante estable.
La primera noticia que se tiene sobre campesinos dependiendo directamente del propietario de la tierra, sin la intermediación o intervención del tacksman, se remonta a 1715, sobre las tierras de MacDonald, en la isla de Skye y en North Uist (isla de las Hébridas Exteriores).
Por su parte, el Parlamento del Reino Unido votó la Crofters' Holdings Act en 1886, después de que la Highland Land League obtuviera varias plazas en el Parlamento.
El gobierno de la época en el Reino Unido era de tendencia liberal y el primer ministro de entonces era William Gladstone.
La citada ley estableció la 'Comisión Crofting', con sede en Inverness, cambiando entonces enormemente la situación de los Crofters. En efecto, con la legislación de 1886, los crofts fueron reagrupados en hameaux (townships), en donde cada hameau reagrupaba los crofts vecinos, y estaba dotado del equivalente a un pre-comunal.